# Amy Mbacke Thiam
Amy Mbacke Thiam (10 de novembre, 1976) és una atleta senegalesa, ja retirada, especialista en 400 metres llisos.
Durant la seva carrera esportiva va prendre part en tres edicions dels Jocs Olímpics d'Estiu, el 2000, 2004 i 2012, en què disputà les curses dels 400 metres i el 4x400 metres. En totes les edicions quedà eliminada en sèries.
En el seu palmarès destaquen dues medalles al Campionat del Món d'atletisme, d'or a Edmonton, el 2001, i de bronze a París, el 2003. Als Jocs Panafricans guanyà tres medalles, dues de plata i una de bronze, en les edicions de 1999 i 2011, mentre al Campionat Africà d'atletisme guanyà sis medalles, dues d'or, una de plata i tres de bronze entre les edicions de 1998 i 2012.

## Millors marques
- 200 metres. 23.10" (2005)
- 400 metres. 49.86" (2001)[3]
- 800 metres. 2' 14.07" (2009)[2]